# Національний музей історії Румунії
Національний музей історії Румунії (рум. Muzeul Național de Istorie a României) — національний музей в Румунії, розташований в місті Бухарест. Належить до найбільших музеїв Румунії, у зібраннях якого зберігаються румунські
історичні артефакти від доісторичних часів до сучасності.
Музей розташований в колишній будівлі Поштового палацу, яка побудована в кінці 19 століття і вважається пам'яткою Бухареста. Національний музей історії Румунії відкрився в 1970 році як перший музей історії та археології країни. Музей має площу в 8000 м², що вміщує близько 60 виставкових залів. 
Станом на січень 2015 року музей знаходиться у фазі реставрації, тому частина постійних експозицій закрита для відвідування. 

## Галерея

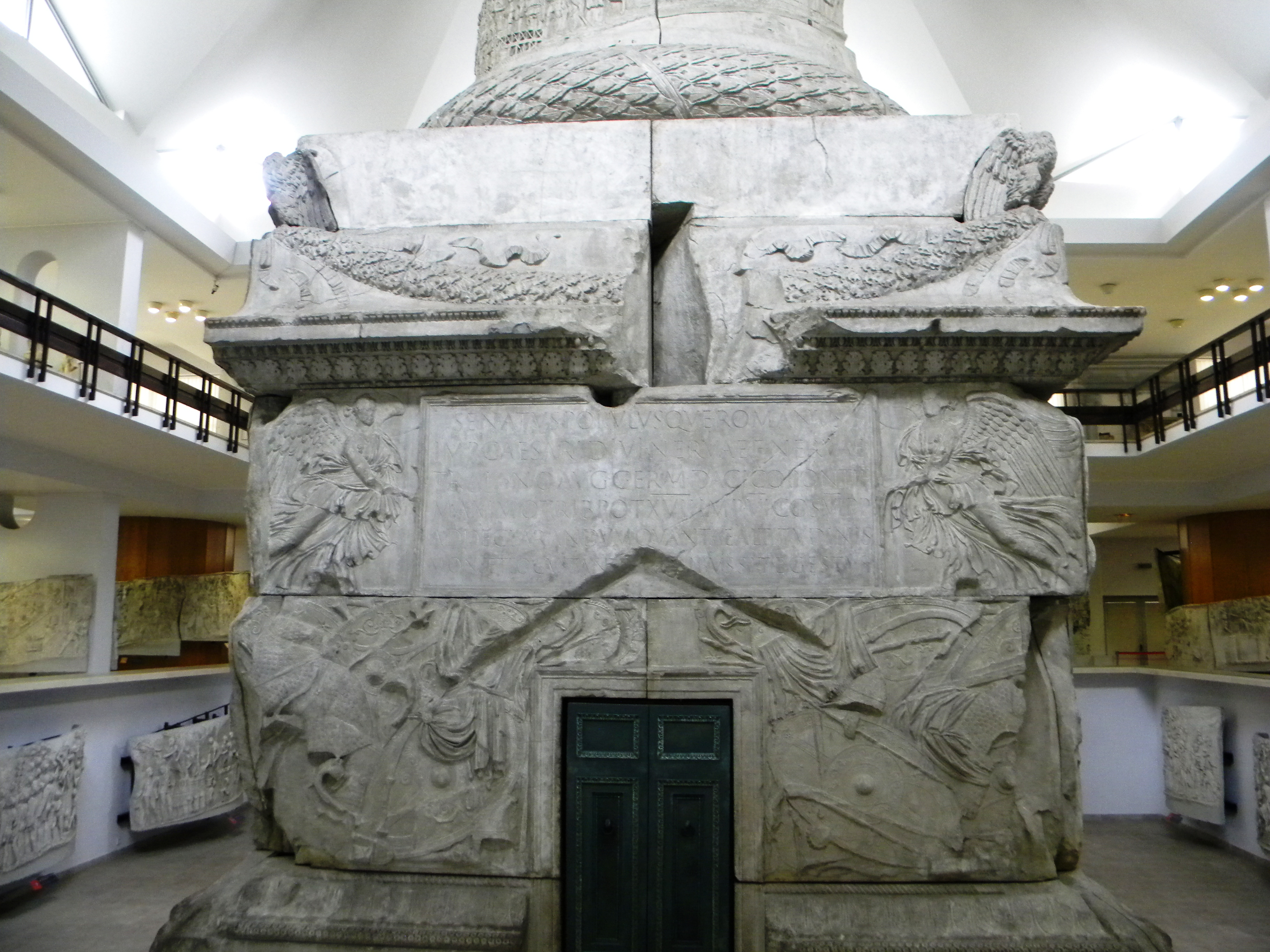
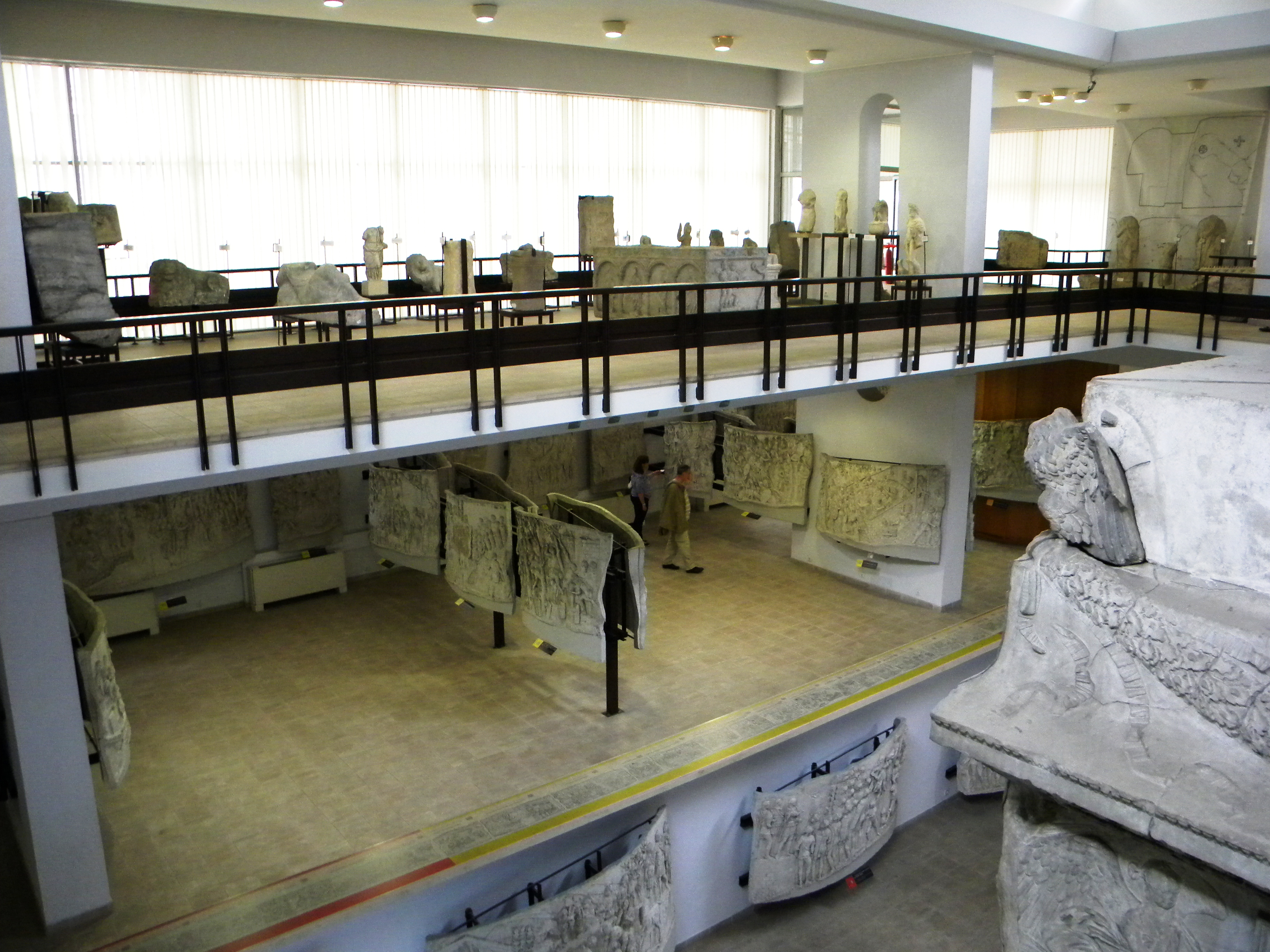
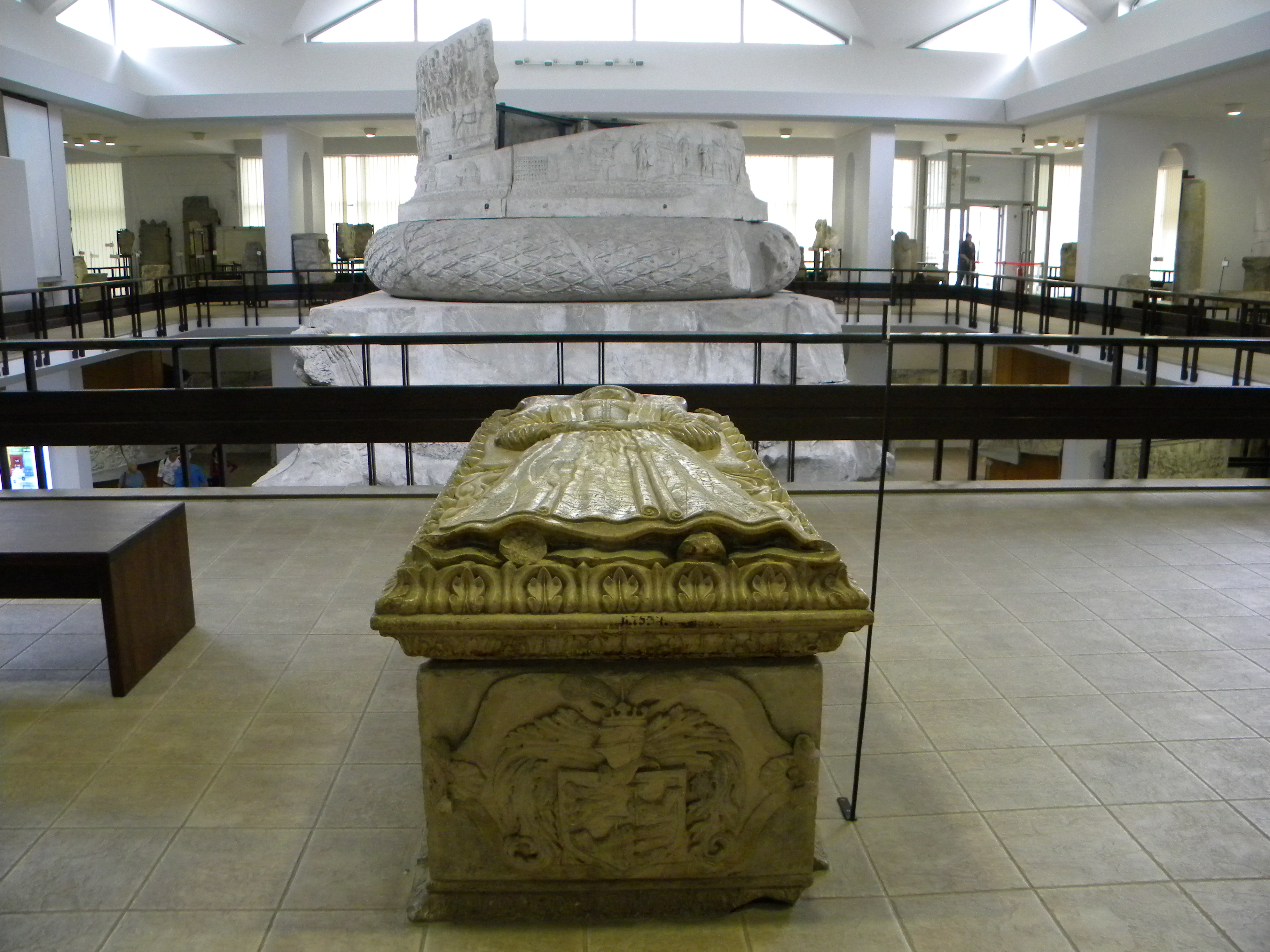
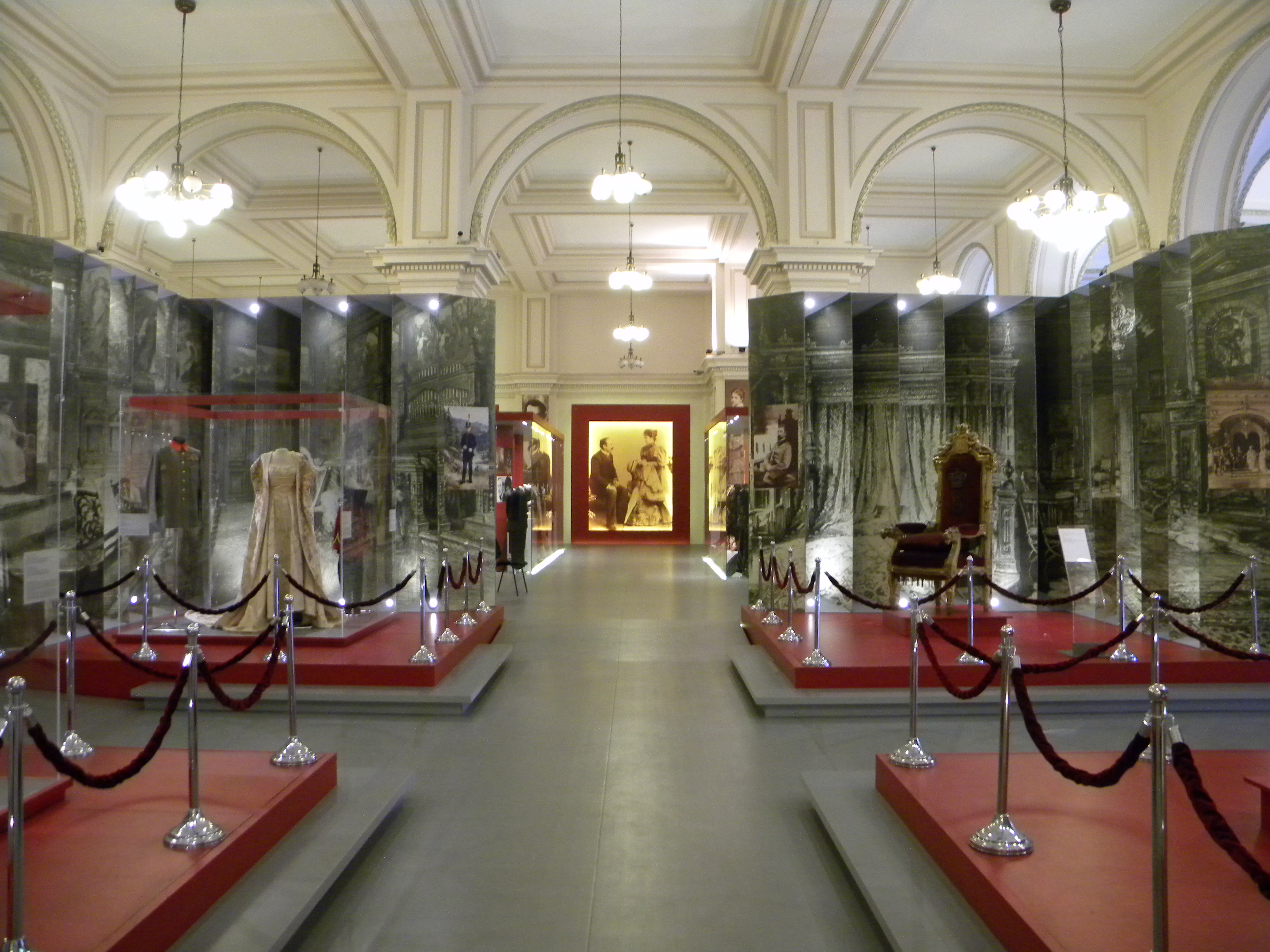
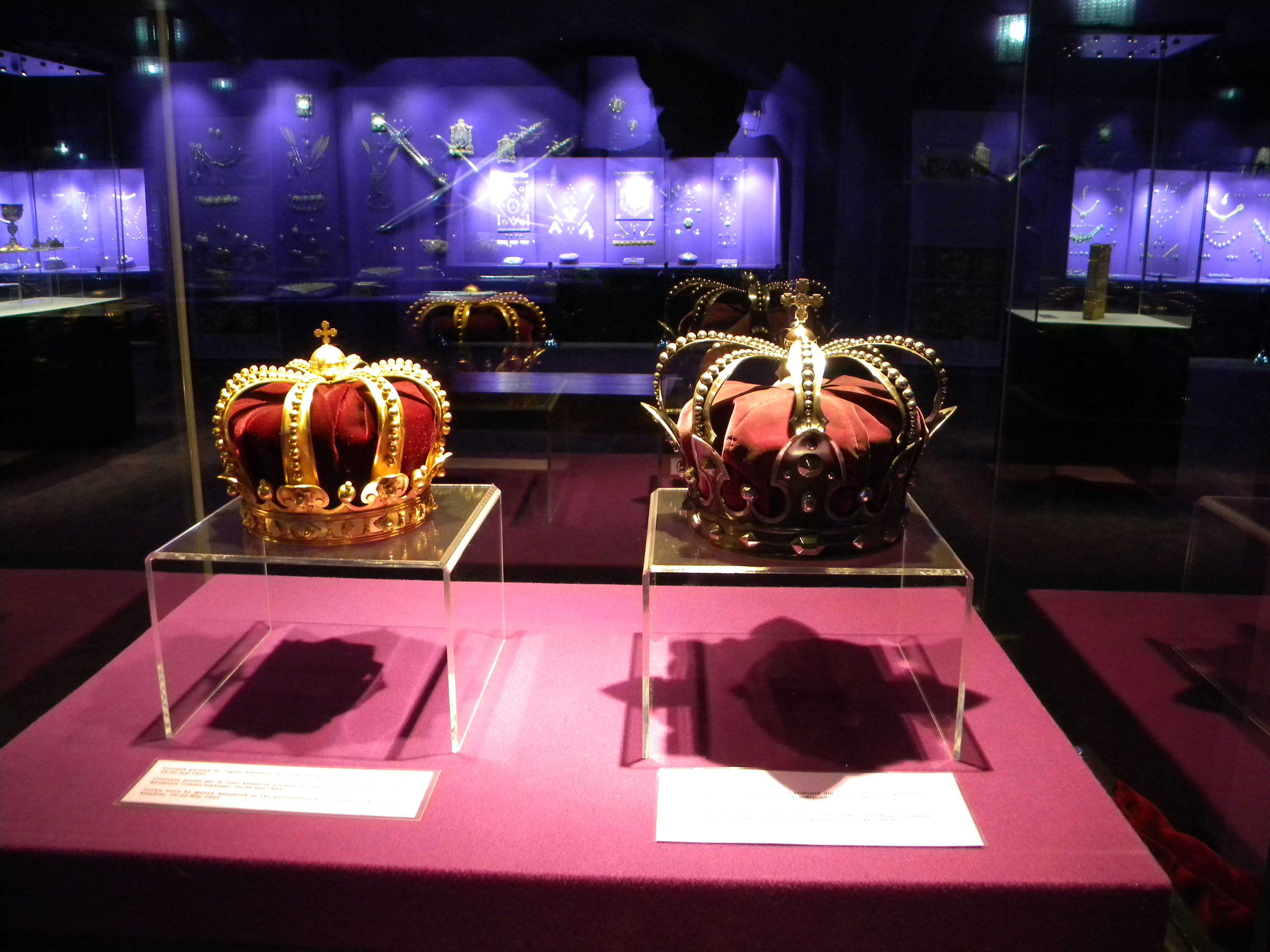
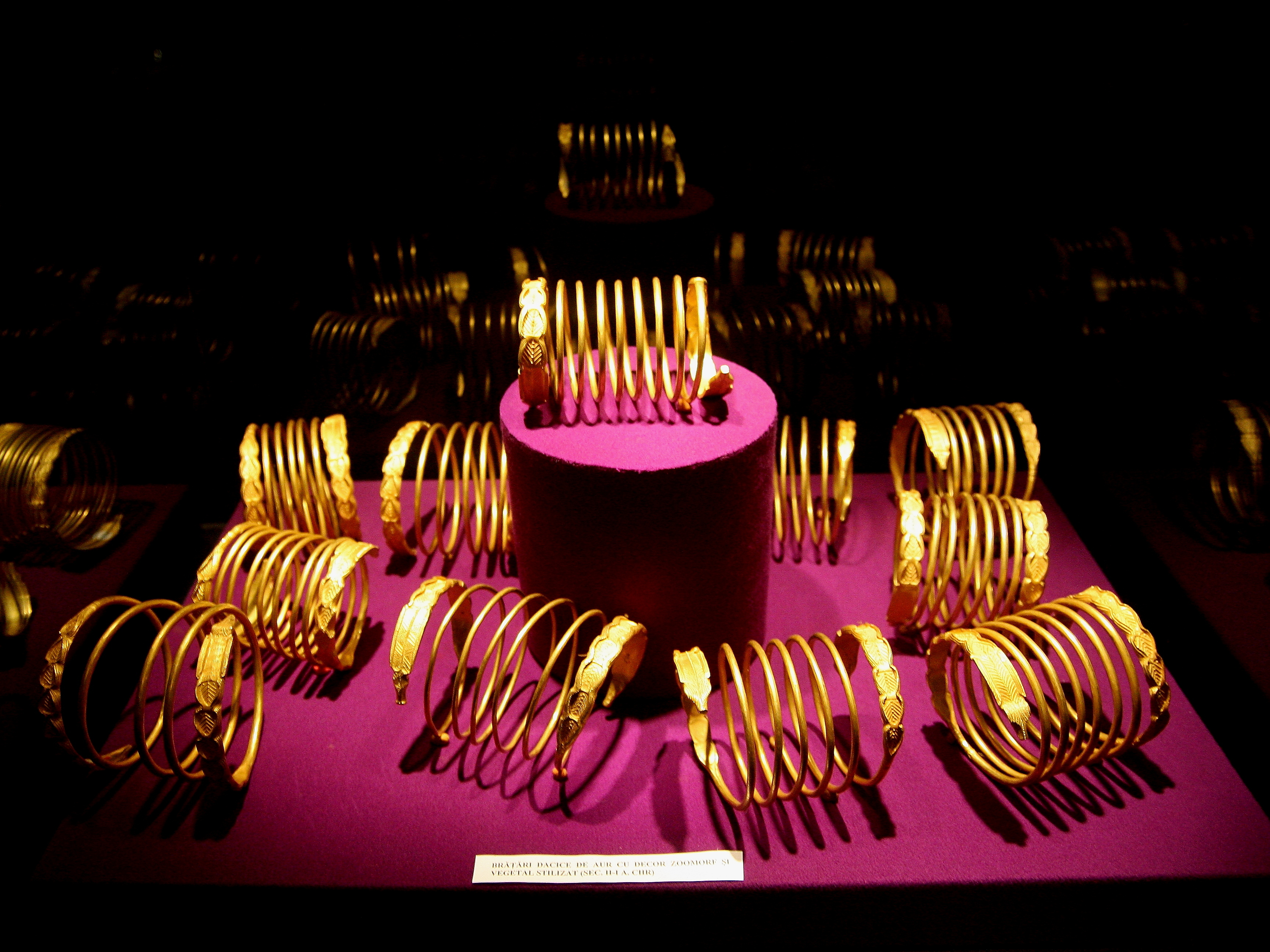
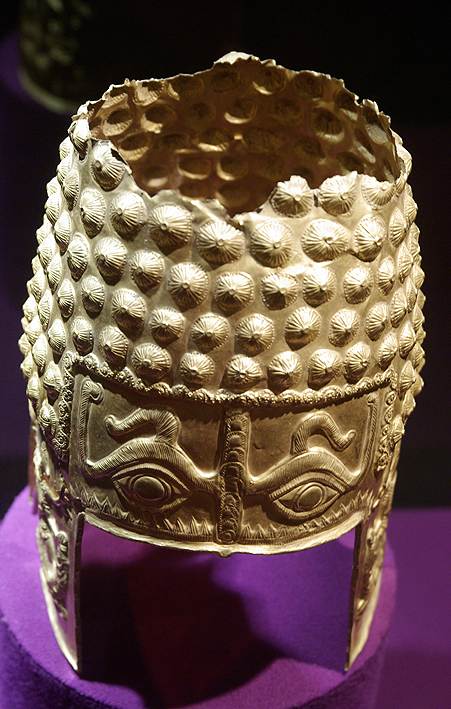
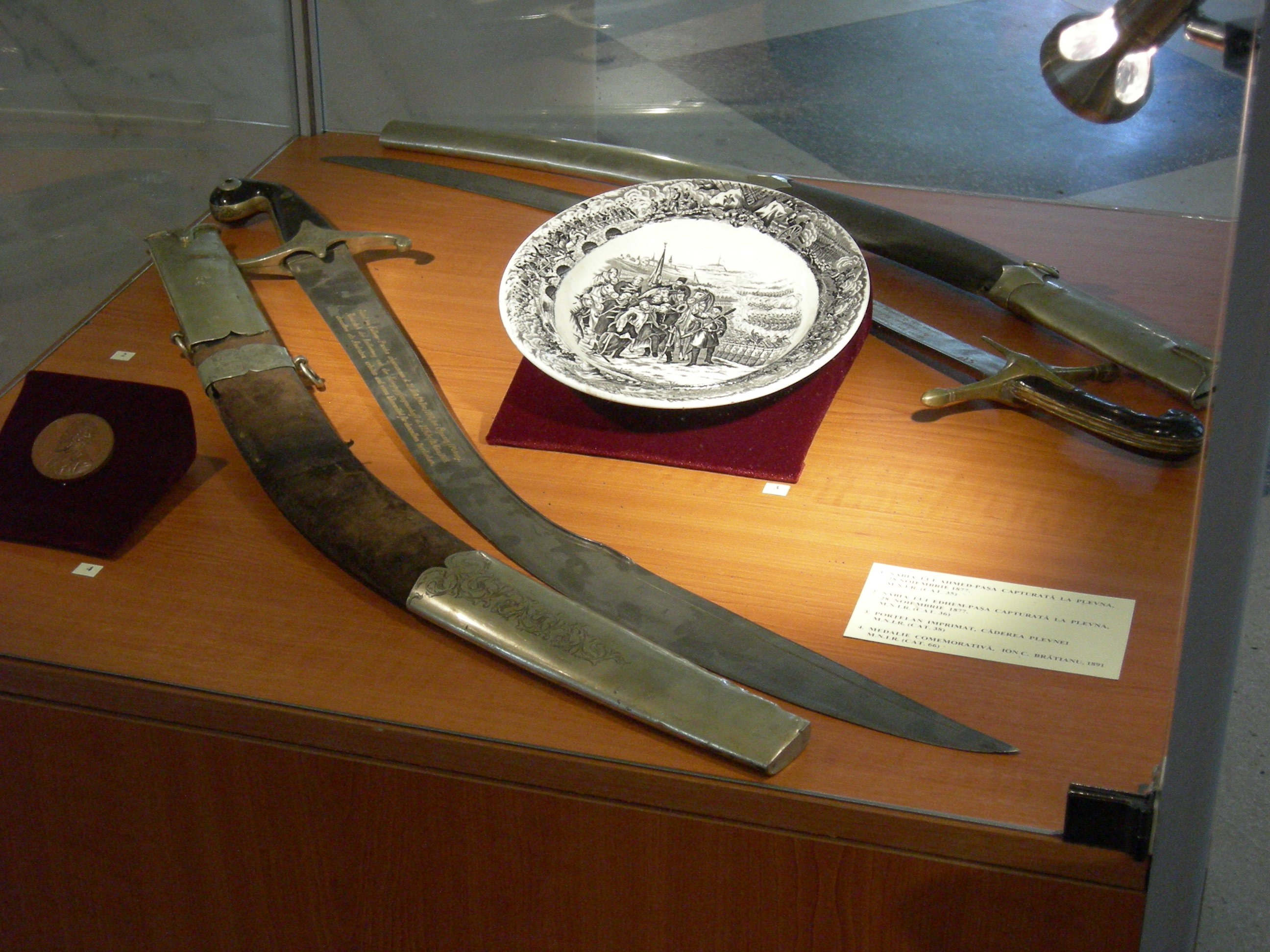